# Faisceau corticospinal ventral
 (octobre 2022).
Si vous disposez d'ouvrages ou d'articles de référence ou si vous connaissez des sites web de qualité traitant du thème abordé ici, merci de compléter l'article en donnant les références utiles à sa vérifiabilité et en les liant à la section « Notes et références ».
Le faisceau corticospinal ventral (ou direct) est la partie du faisceau corticospinal (ou pyramidal) qui ne décusse pas. Il représente environ 10-20% des fibres de la voie pyramidale. 
Le faisceau corticospinal ventral, contingent du faisceau pyramidal (ou faisceau corticospinal), prend les mêmes origines que ce dernier. Après la réunion des fibres à la partie crâniale de la moelle allongée dans les pyramides bulbaires, il y a décussation de 80-90% des fibres pyramidales, formant le faisceau corticospinal latéral (ou croisé, car les fibres croisent la ligne médiane). Les 10-20% de fibres restantes cheminent dans la partie ventrale de la moelle sans avoir croisé la ligne médiane, formant le faisceau corticospinal ventral (ou direct, car les fibres n'ont pas croisé la ligne médiane).
15% des fibres du faisceau corticospinal ventral poursuivront leur trajet caudalement, 5% suivront les fibres du faisceau corticospinal latéral qui leur est homolatéral (par exemple, une de ces fibres de l'hémi-moelle droite cheminera avec une fibre du faisceau corticospinal latéral originaire de l'hémisphère cérébral gauche).